# Orgilus rubrator
Orgilus rubrator är en stekelart som först beskrevs av Julius Theodor Christian Ratzeburg 1852.  Orgilus rubrator ingår i släktet Orgilus och familjen bracksteklar. Inga underarter finns listade i Catalogue of Life.